# Wzgórze (Bełżyce)
Wzgórze – część miasta Bełżyce w Polsce położona w województwie lubelskim, w powiecie lubelskim.
Dawniej samodzielna wieś. 1 stycznia 1958 stało się częścią Bełżyc, w związku z przekształceniem gromady Bełżyce (do której Wzgórze przynależało od 1954 roku) w miasto.
W latach 1975–1998 miejscowość należała administracyjnie do województwa lubelskiego.
Część miasta stanowi sołectwo.

## Straż Pożarna
We Wzgórzu funkcjonuje jednostka Ochotniczej Straży Pożarnej.

## Oświata
Na terenie Wzgórza funkcjonuje Szkoła Podstawowa nr 2 im. Królowej Jadwigi, jedna z szkół podstawowych w mieście. Szkoła istnieje na tych terenach od 1870 roku.

## Transport
Przez Wzgórze kursuje wiele połączeń prywatnych na trasie Opole Lubelskie - Lublin.